# Аладьино (Дмитровский городской округ)
Аладьино — деревня в Дмитровском районе Московской области, в составе сельского поселения Синьковское. До 1954 года — центр Аладьинского сельсовета. В 1994—2006 годах Аладьино входило в состав Кульпинского сельского округа.

## Расположение
Деревня расположена в западной части района, недалеко от границы с Солнечногорским, примерно в 27 км к западу от Дмитрова, на самом высоком в округе холме (высота центра над уровнем моря 237 м). Ближайшие населённые пункты на юго-западе — Костюнино и Демьяново. У окраины деревни проходит региональная автодорога 46К-0490 Тараканово — Новосёлки.

## Население
| 2002 | 2006 | 2010 |
| ---- | ---- | ---- |
| 25   | ↘14  | ↘8   |